# 莞島大橋
莞島大橋（韓語：완도대교）是韓國全羅南道莞島郡的连接莞島与大陆的桥梁，全長500m。現在使用的是第三代桥梁，于2012年3月29日建成通车，前两代分别建成通车于1969年和1985年。